# Naissance en 1905
Naissance
- 1901
- 1902
- 1903
- 1904
- 1905
- 1906
- 1907
- 1908
- 1909

Cette page dresse une liste de personnalités nées au cours de l'année 1905. 

La liste des naissances est présentée dans l'ordre chronologique.

La liste des personnes référencées dans Wikipédia est disponible dans la page de la Catégorie: Naissance en 1905.

## Janvier
- 1er janvier : 
  - Edmond Dujardin, imprimeur, créateur de jeu et fondateur de l'éditeur de jeux de société Dujardin († 24 octobre 1964).
  - Karl Gitzoller, résistant autrichien au nazisme († 26 août 2002).
  - Jirō Yoshihara, considéré comme le fondateur du mouvement d'avant-garde japonais Gutai († 19 février 1972).
  - Malek Bennabi, philosophe algérien († 31 octobre 1973).
- 2 janvier :
  - Ljubo Benčić, joueur et entraîneur de football yougoslave puis croate († 24 février 1992).
  - Michael Tippett, compositeur anglais († 8 janvier 1998).
- 3 janvier :
  - Setsuko Migishi, peintre japonaise († 18 avril 1999).
  - Anna May Wong, actrice américaine († 2 février 1961).
- 5 janvier :
  - Roland Caillaux, peintre et dessinateur français († 3 décembre 1977).
  - Kataoka Tamako, peintre japonaise († 16 janvier 2008).
- 7 janvier : Coert Steynberg, sculpteur sud-africain († 28 juillet 1982).
- 8 janvier : Louis Ferrand, peintre, graphiste et illustrateur français († 4 avril 1992).
- 10 janvier : Émile Chambon, peintre, graveur et dessinateur suisse († 28 octobre 1993).
- 12 janvier : Lotta Dempsey, journaliste de presse canadienne († 19 décembre 1988).
- 13 janvier : Kay Francis, actrice américaine († 26 août 1968).
- 14 janvier : Jeanne Bot, supercentenaire française († 22 mai 2021).Christian Dior; Grand couturier français
- 15 janvier :

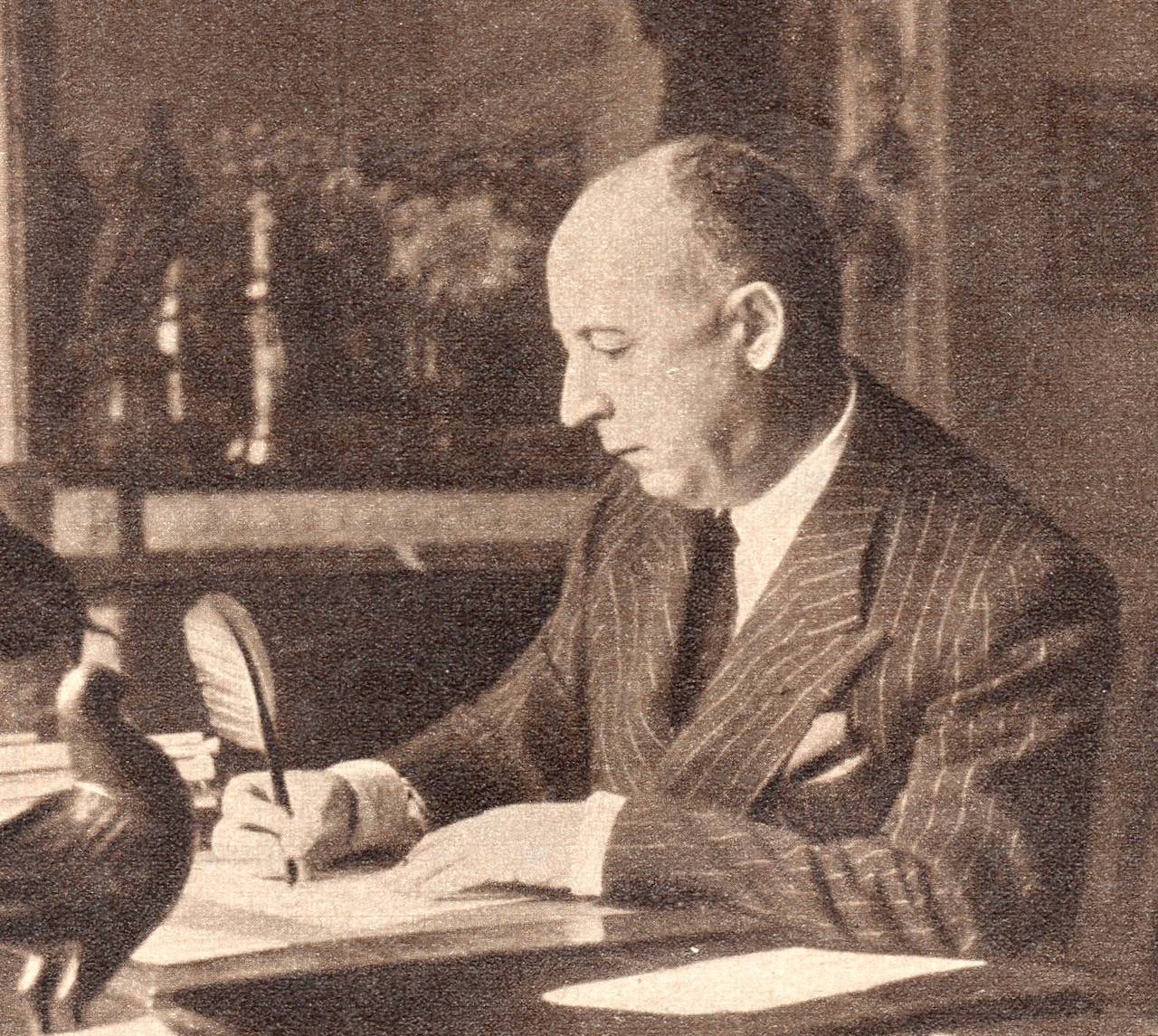
Christian Dior; Grand couturier français

  - Gérard Loncke, coureur cycliste belge († 13 mars 1979).
  - Torin Thatcher, acteur anglais († 4 mars 1981).
- 16 janvier : Ernesto Halffter, compositeur et chef d'orchestre espagnol († 5 juillet 1989).
- 17 janvier : Dattatreya Ramachandra Kaprekar, mathématicien indien († 1986).
- 19 janvier : Pierre Mouveau, peintre et illustrateur français († 26 mai 2004).
- 20 janvier :
  - Robert Bucaille, peintre français († 29 juillet 1992).
  - Pierre Jérôme, peintre français († 11 mars 1982).
- 21 janvier : Christian Dior, couturier français († 24 octobre 1957).
- 23 janvier :
  - Jean Bidot, coureur cycliste français († 17 octobre 1986).
  - Max Favalelli, journaliste, cruciverbiste et animateur de jeux télévisés français († 22 décembre 1989).
  - Lucien Poignant, peintre français († 11 février 1941).
- 25 janvier : Maurice Roy, cardinal canadien, archevêque de Québec († 24 octobre 1985).
- 26 janvier : Édouard Georges Mac-Avoy, peintre et portraitiste français († 26 septembre 1991).
- 29 janvier : 
  - Barnett Newman, américain († 4 juillet 1970).
  - Gaston Rebry, coureur cycliste belge († 3 juillet 1953).
- 30 janvier : Vladimír Krajina, naturaliste, botaniste, écologue et homme politique tchèque († 1er juin 1993).
- 31 janvier : Angelina Acuña, poétesse guatémaltèque († 14 juin 2006).

## Février
- 1er février : Henri Clamens, peintre orientaliste français († 2 novembre 1937).
- 2 février : Ayn Rand, philosophe, scénariste et romancière américaine d'origine russe († 6 mars 1982).
- 4 février :
  - Louis Berthomme Saint-André, peintre, lithographe et illustrateur français († 1er octobre 1977).
  - Paul Oßwald, joueur et entraîneur de football († 10 novembre 1993).
- 5 février : Francis Covi, enseignant et homme politique béninois († 13 décembre 1966).
- 6 février : Władysław Gomułka, homme politique polonais († 1er septembre 1982).
- 7 février : Paul Nizan, écrivain français († 23 mai 1940).
- 10 février :
  - Antônio Maciel Bonfim, homme politique brésilien († 1947).Ayn Rand, philosophe, scénariste et romancière américaine.

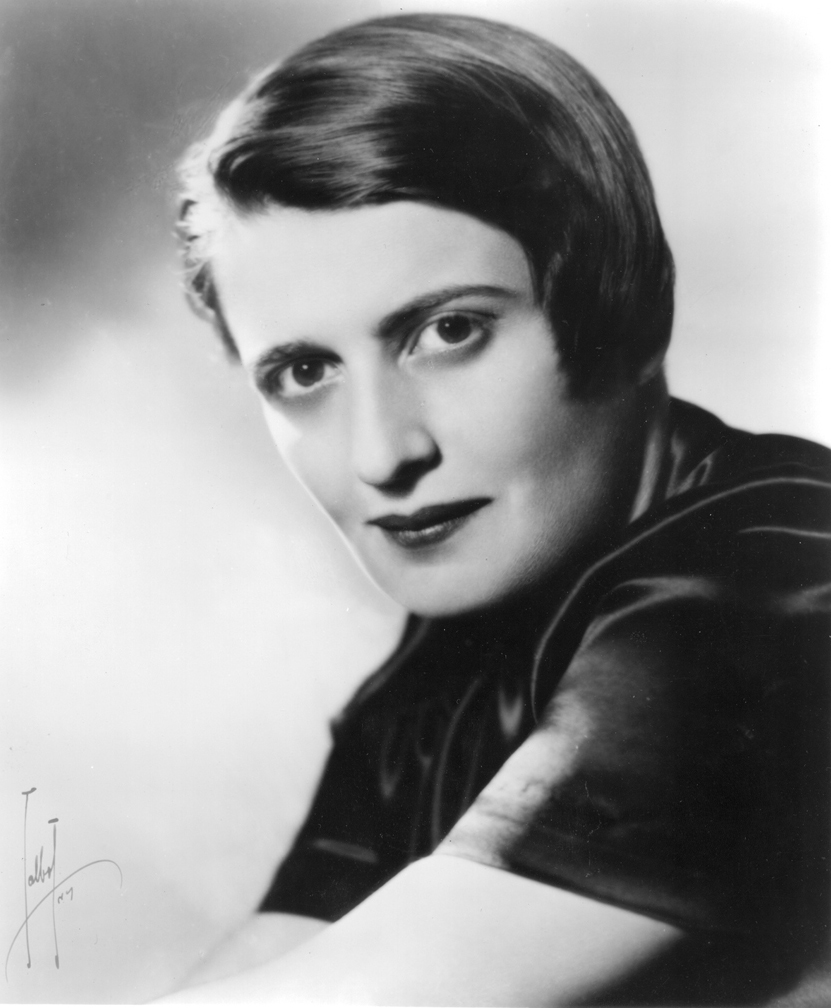
Ayn Rand, philosophe, scénariste et romancière américaine

  - John Dierkes, acteur américain († 8 janvier 1975).
- 11 février :
  - Zdeněk Burian, peintre et illustrateur austro-hongrois puis tchécoslovaque († 1er juillet 1981).
  - Paul Lemagny, peintre et graveur français († 18 juillet 1977).
- 12 février : 
  - Harry Bellaver, acteur américain († 8 août 1993).
  - Federica Montseny, femme politique espagnole († 14 janvier 1994).
  - Édouard Pignon, peintre français († 14 mai 1993).
- 13 février : Henri Derringer, résistant et officier de carrière français d'origine allemande († 1er décembre 1974).
- 15 février :
  - Albert Bessler, acteur et metteur en scène allemand († 3 décembre 1975).
  - Mayo (Antoine Malliarakis), peintre grec († 1er octobre 1990).
- 16 février : Paul Le Drogo, coureur cycliste français († 25 juillet 1966).
- 17 février : Francis Harburger, peintre français († 27 décembre 1998).
- 20 février : Alexeï Alexandrovitch Kouznetsov, homme politique russe puis soviétique († 1er octobre 1950).
- 21 février :
  - Lev Atamanov, réalisateur russe puis soviétique de films d'animation († 12 février 1981).
  - George Mitchell, acteur américain († 18 janvier 1972).
- 23 février : Pierre Brette, peintre français († 2 juin 1961).
- 25 février : Antonio Sicurezza, peintre italien († 29 août 1979).
- 26 février : Vernon Harris, scénariste et acteur britannique († février 1999).
- 27 février : Franchot Tone, acteur américain († 18 septembre 1968).

## Mars
- Robert Donat, Oscar du meilleur acteur 19401er mars : Giovanni Tassoni, anthropologue italien († 18 mars 2000).

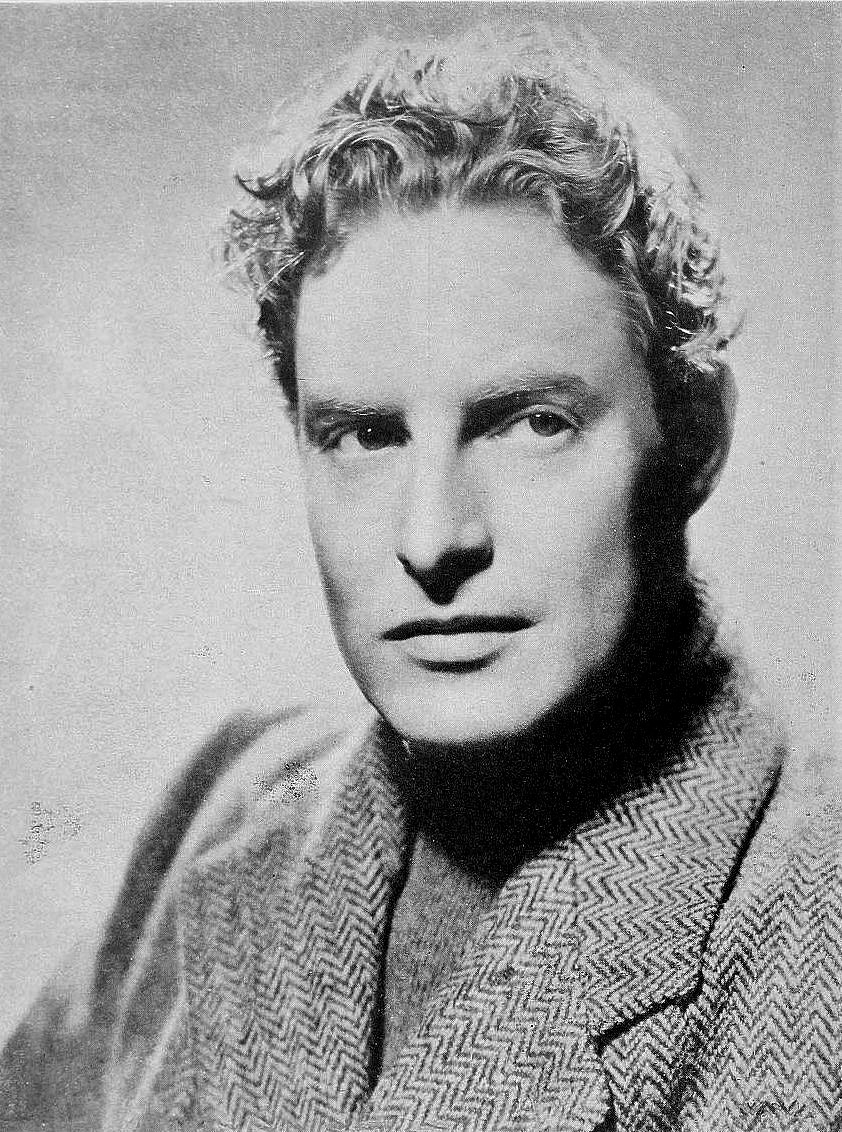
Robert Donat, Oscar du meilleur acteur 1940

- 5 mars : Günther Lüders, acteur et réalisateur allemand († 1er mars 1975).
- 7 mars : Abraham Ángel, peintre mexicain († 27 octobre 1924).
- 9 mars : Félix Labisse, peintre surréaliste français († 29 janvier 1982).
- 10 mars :
  - René Bernier, compositeur et professeur de musique belge († 8 septembre 1984).
  - Richard Haydn, acteur et réalisateur britannique († 25 avril 1985).
- 13 mars : A.D. Patel, homme politique fidjien († 1er octobre 1969).
- 14 mars :  Raymond Aron, philosophe français († 17 octobre 1983).
- 15 mars : Maurice Lapaire, peintre suisse († 18 novembre 1997).
- 18 mars : Robert Donat, acteur britannique († 9 juin 1958).
- 19 mars : Albert Speer, architecte et homme d'État allemand († 1er septembre 1981).
- 23 mars :
  - Paul Grimault, réalisateur de dessins animés français († 29 mars 1994).
  - François Méheut, peintre et sculpteur français († 12 juin 1981).
- 24 mars :
  - Karl John, acteur allemand († 22 décembre 1977).
  - Léa Maury, résistante française († 22 novembre 1943).
- 25 mars : Elisabetta Martinez, religieuse italienne, fondatrice, bienheureuse († 8 février 1991).
- 26 mars :
  - Maurice Montet, peintre français († 6 juillet 1997).
  - Štěpán Trochta, cardinal austro-hongrois puis tchécoslovaque († 6 avril 1974).
- 29 mars : Philip Ahn, acteur américain († 28 février 1978).

## Avril
- 1er avril :
  - Gaston Eyskens, homme politique belge († 3 janvier 1988).
  - Paul Hasluck, historien et homme politique australien († 9 janvier 1993).
  - Emmanuel Mounier, philosophe français († 22 mars 1950).
- 3 avril :

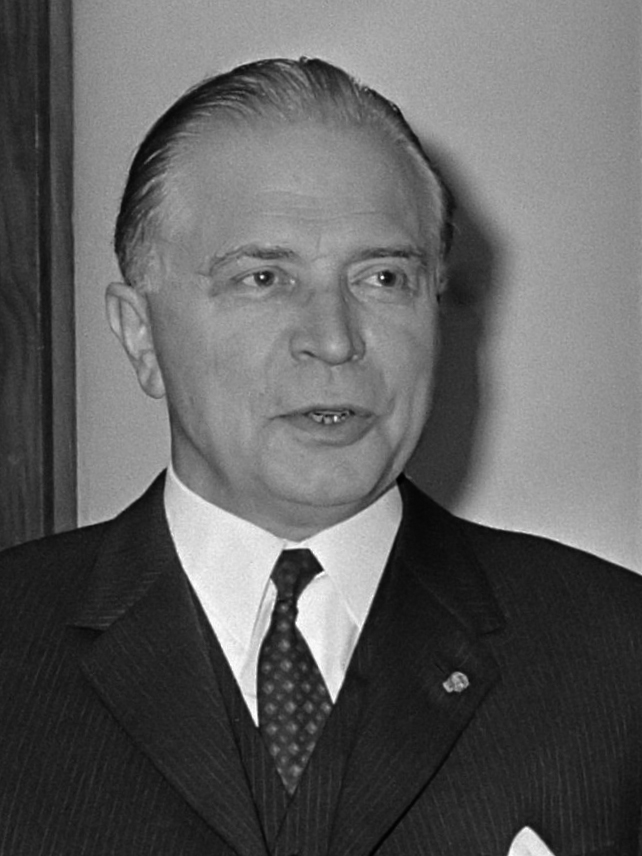
Gaston Eyskens, Premier Ministre Belge de 1968 à 1973

  - Gaston Eyskens, Premier Ministre Belge de 1968 à 1973Georges Goldkorn, peintre franco-polonais († 10 juillet 1977).
  - Georges Lemaire, coureur cycliste belge († 29 septembre 1933).
- 4 avril :
  - Oliver Blake, acteur américain († 12 février 1992).
  - Eugène Bozza, chef d'orchestre et compositeur français († 28 septembre 1991).
- 5 avril : Léon Schwarz-Abrys, peintre autodidacte et écrivain français († 6 août 1990).
- 6 avril : Wilhelm Holmqvist, archéologue et historien de l'art suédois († 9 août 1989)
- 8 avril : Bernt Evensen, patineur de vitesse et coureur cycliste norvégien († 24 août 1979).
- 12 avril : Lev Vladimirovitch Tcherepnine, historien médiéviste soviétique († 12 juin 1977).
- 16 avril :
  - Willy Mucha, peintre français d'origine polonaise († 2 mars 1995).
  - Paul-Pierre Philippe, cardinal français de la curie romaine († 9 avril 1984).
- 18 avril : Pierre Wigny, homme politique belge († 21 septembre 1986).
- 19 avril : Benn, peintre français d'origine russe († 1989).
- 20 avril : Jaap Meijer, coureur cycliste néerlandais († 2 décembre 1943).
- 23 avril : Georgi Zlatev-Cherkin, compositeur et pédagogue vocal bulgare († 29 mars 1977).
- 26 avril :
  - Giacomo Gaioni, coureur cycliste italien († 14 novembre 1988).
  - Jean Vigo, cinéaste français († 5 octobre 1934).
- 30 avril : Camille Leroy, peintre français  († 2 août 1995).

## Mai
- 1er mai : 
  - Georges Cazenave, enseignant et poète français.
  - Henry Koster, réalisateur, scénariste et producteur américain d'origine allemande († 21 septembre 1988).
  - Édouard Mahé, peintre et graveur français († 2 novembre 1992).
- 10 mai : Markos Vamvakaris, compositeur, musicien et chanteur grec († 8 février 1972).
- 12 mai : Jean Aujame, peintre français († 5 juillet 1965).
- Henry Fonda, Oscar d'honneur 1981 14 mai :

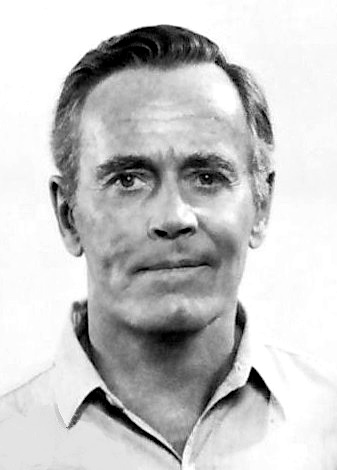
Henry Fonda, Oscar d'honneur 1981

  - Jaguare de Besveconne Vasconcellos, footballeur brésilien († 27 août 1946).
  - Jean Daniélou, cardinal français, jésuite et théologien († 20 mai 1974).
- 15 mai :
  - Joseph Cotten, acteur américain († 6 février 1994).
  - Albert Dubout, dessinateur humoristique, affichiste, cinéaste et peintre français († 27 juin 1976).
  - Abraham Zapruder, cinéaste amateur ayant filmé l'assassinat de John F. Kennedy († 30 août 1970)
- 16 mai : Henry Fonda, acteur américain († 12 août 1982).
- 18 mai :
  - Francesco Carpino, cardinal italien, archevêque de Palerme († 5 octobre 1993).
  - Eric Zeisl, compositeur et pédagogue d'origine autrichienne naturalisé américain († 18 février 1959).
- 20 mai :
  - John Emery, acteur américain († 16 novembre 1964).
  - Berthe Labille, féministe belge († 30 juillet 2001).
- 25 mai : Martin Vivès, peintre et résistant français († 25 décembre 1991).
- 29 mai : Sebastian Shaw, acteur britannique († 23 décembre 1994).

## Juin
- 1er juin : Robert Newton, acteur britannique († 25 mars 1956).
- 3 juin : Louis Chervin, peintre français († 17 janvier 1965).
- 5 juin : 
  - Sigismond Damm, résistant français pendant la Seconde Guerre mondiale († 30 décembre 1944).
  - Edmon Ryan, acteur américain († 4 août 1984).
- 10 juin : Madeleine Baltus, linguiste française († 7 janvier 1986).
- 11 juin : Frédéric Pottecher, chroniqueur judiciaire français († 13 novembre 2001).
- 12 juin : Antun Bonačić, footballeur yougoslave († 25 septembre 1948).
- 13 juin : Xian Xinghai, compositeur chinois († 30 octobre 1945).
- 15 juin : Maurice-Marie-Léonce Savin, peintre, philosophe et écrivain français († 22 septembre 1978).
- 16 juin : Barry Norton, acteur argentin († 24 août 1956).

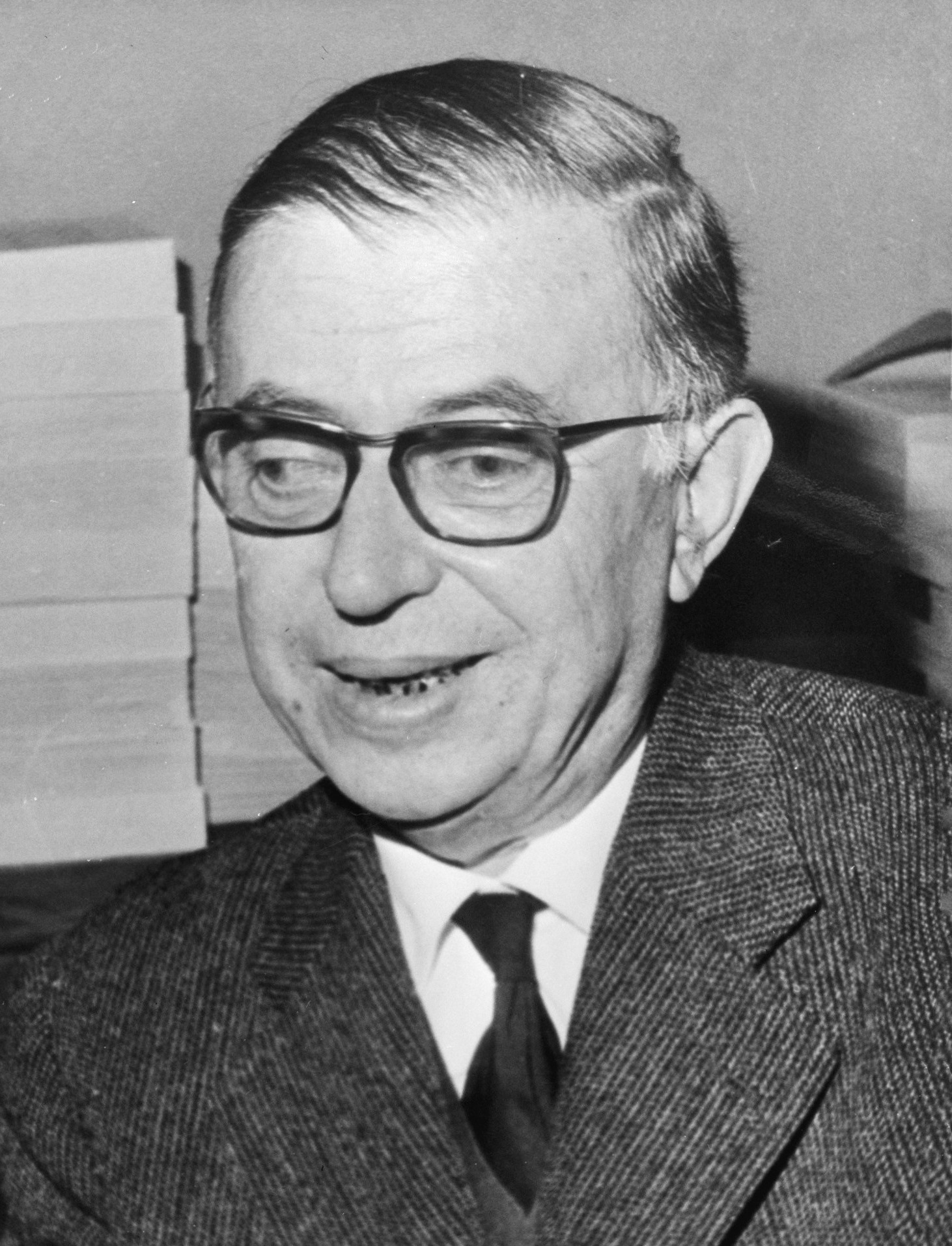
Jean-Paul Sartre, prix Nobel de littérature 1964

- Jean-Paul Sartre, prix Nobel de littérature 196419 juin : Mildred Natwick, actrice britannique († 25 octobre 1994).
- 20 juin : Matt Crowley, acteur américain († 7 mars 1983).
- 21 juin :
  - Jacques Goddet, sportif et journaliste français († 15 décembre 2000).
  - Jean-Paul Sartre, philosophe et écrivain français († 15 avril 1980).
- 22 juin : Walter Leigh, compositeur britannique († 12 juin 1942).
- 24 juin : Frederick Alderman, athlète américain († 15 septembre 1998).
- 25 juin :
  - Jun'ichi Yoda, poète japonais († 3 février 1997).
  - Arthur Maria Rabenalt, réalisateur autrichien († 26 février 1993).
  - Léo Cassil, écrivain russe puis soviétique († 21 juin 1970).
- 26 juin : « Armillita » (Juan Espinosa Saucedo), matador mexicain († 26 mai 1964).
- 29 juin :
  - Pietro Fossati, coureur cycliste italien († 13 mars 1945).
  - Louis Scutenaire, écrivain et poète surréaliste belge d'expression française († 15 août 1987).
- 30 juin : John Van Ryn, joueur de tennis américain († 7 août 1999).

## Juillet
- 3 juillet : Johnny Gibson, athlète américain († 29 décembre 2006).
- 4 juillet :
- Robert Hankey, diplomate et agent du Secret Intelligence Service (MI6) († 28 octobre 1996).
- Renée Béja, artiste peintre et décoratrice de théâtre française d'origine grecque († 6|novembre|1979).
- 5 juillet : Karskaya, peintre et collagiste française d’origine russe († 23 mars 1990).
- 6 juillet : Juan O'Gorman, peintre, mosaïste et architecte mexicain († 17 janvier 1982).
- 7 juillet : Jean Guyot, cardinal français archevêque de Toulouse († 1er août 1988).Dag Hammarskjöld, prix Nobel de la paix 1961

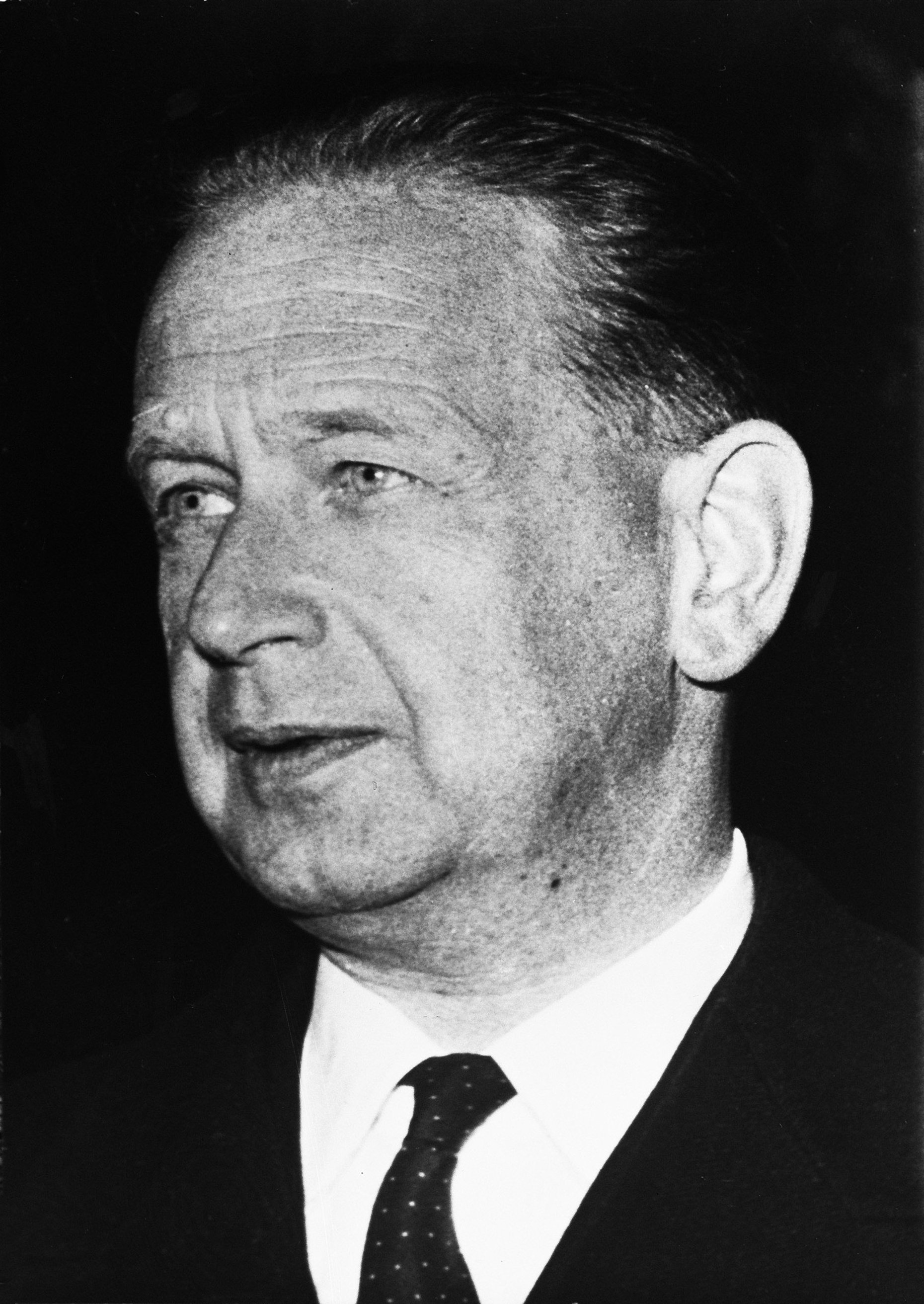
Dag Hammarskjöld, prix Nobel de la paix 1961

- 10 juillet : Jean Lejeune, résistant, compagnon de la Libération († 25 novembre 1961).
- 11 juillet : 
  - Hans Eppens, peintre suisse († 14 avril 1988).
  - Paul Wormser, champion olympique d'escrime et résistant français († 17 août 1944).
- 14 juillet : Louis Dussour, peintre français († 6 août 1986).
- 18 juillet : René Dary, acteur français († 7 octobre 1974).
- 19 juillet : Max Colpet, écrivain, scénariste et parolier américain († 2 janvier 1998).
- 20 juillet : Joseph L. Levis, escrimeur américain d'origine italienne († 20 mai 2005).
- 21 juillet : Cesare Facciani, coureur cycliste italien († 29 août 1938).
- 22 juillet : Wolfgang Paalen, peintre, sculpteur et philosophe autrichien et mexicain († 24 septembre 1959).
- 23 juillet : Roger Gouzy, supercentenaire français et doyen de France († 12 janvier 2016).
- 26 juillet : Georges Favre, compositeur et musicologue français († 25 avril 1993).
- 29 juillet : 
  - Clara Bow, actrice américaine († 27 septembre 1965).
  - Dag Hammarskjöld, diplomate suédois, secrétaire général des Nations unies de 1953 à sa mort en 1961 († 18 septembre 1961).

## Août
- 1er août : Paolo De Poli, artiste, designer et peintre italien († 21 septembre 1996).
- 2 août : 
  - Karl Amadeus Hartmann, compositeur allemand († 5 décembre 1963).
  - Myrna Loy, actrice américaine († 14 décembre 1993).
- 3 août :
  - Franz König, cardinal autrichien († 13 mars 2004).
  - Henry Leray, peintre français († 12 mars 1987).
- 5 août : Wassily Leontief, économiste russo-américain, Nobel 1973 († 5 février 1999).
- 8 août : André Jolivet, compositeur français († 20 décembre 1974).
- 9 août :

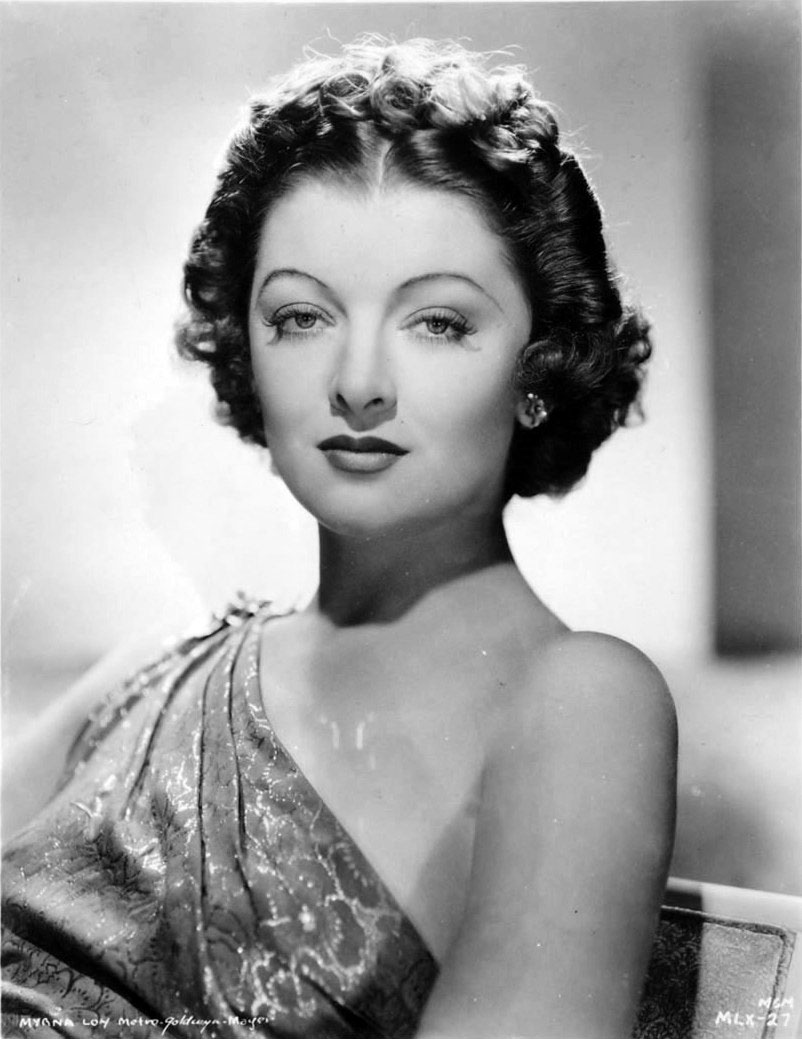
Myrna Loy, la Reine d'Hollywood

  - Myrna Loy, la Reine d'HollywoodLeo Genn, acteur et juriste britannique († 26 janvier 1978).
  - Pierre Klossowski, écrivain et dessinateur français († 12 août 2001).
- 12 août :
  - Hans Urs von Balthasar, théologien catholique suisse († 26 juin 1988).
  - Stevan Bodnarov, sculpteur et peintre serbe puis yougoslave († 20 mai 1993).
- 13 août :
  - Litri (Manuel Báez Gómez), matador espagnol († 18 février 1926).
  - Ivan Serov, russe puis soviétique, premier directeur général du KGB († 1er juillet 1990).
- 15 août : Lucien Mathelin, peintre français († 8 décembre 1981).
- 16 août : Marian Rejewski, cryptologue polonais († 13 février 1980).
- 18 août : Eugène Baboulène, peintre figuratif français († 15 juillet 1994).
- 19 août :
  - Josette Bournet, peintre française († 12 février 1962).
  - Jacques de Menasce, pianiste et compositeur autrichien naturalisé américain († 28 janvier 1960).
- 20 août : David Brainin, peintre et danseur français († 1942).
- 22 août : Wade Crosby, acteur américain († 2 octobre 1975).
- 27 août :
  - Roger Bisseron, coureur cycliste français († 28 juin 1992).
  - Russell Clark, peintre, sculpteur, et professeur d'université néo-zélandais († 29 juillet 1966).
- 30 août : Sarah Selby, actrice américaine († 7 janvier 1980).

## Septembre
- 1er septembre :
  - Chau Sen Cocsal, premier ministre cambodgien († 22 janvier 2009).
  - Louis-Joseph Soulas, peintre et graveur français († 26 mars 1954).
- 3 septembre : Carl David Anderson, physicien, prix Nobel de physique († 11 janvier 1991).
- 5 septembre :
  - René Borchanne, écrivain suisse († 16 mars 1979).
  - Geza Szobel, peintre et graveur hongrois puis tchécoslovaque, naturalisé français († 12 juin 1963).
  - Albert-Edgar Yersin, graveur, peintre, dessinateur et illustrateur suisse († 3 septembre 1984).
- 7 septembre :  Maurice Garrigues, peintre et poète français († 2 janvier 1993).

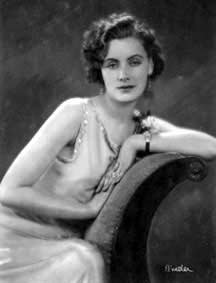
Greta Garbo, Oscar d'honneur 1955

- Greta Garbo, Oscar d'honneur 19559 septembre : Vytautas Bacevičius, compositeur lituanien († 15 janvier 1970).
- 12 septembre : Boris Arapov, compositeur russe († 27 janvier 1992).
- 13 septembre :  Felipe Maeztu, officier français de la Légion étrangère († 18 décembre 1958).
- 15 septembre :  Vardan Ajemian, directeur de théâtre et acteur russe puis soviétique († 24 janvier 1977).
- 17 septembre : Şehzade Mehmed Abid, sultan ottoman ((† 8 décembre 1973).
- 18 septembre :
  - Eddie Anderson, acteur américain († 28 février 1977).
  - Greta Garbo, actrice suédoise naturalisée américaine († 15 avril 1990).
- 20 septembre : Leland Benham, acteur américain († 26 septembre 1976).
- 26 septembre : 
  - Max Bulla, coureur cycliste autrichien († 1er mars 1990).
  - Hermelinda Urvina, aviatrice équatorienne († 20 septembre 2008).
- 27 septembre : Alfred Hamerlinck, coureur cycliste belge († 10 juillet 1993).
- 29 septembre : Attilio Bernasconi, footballeur argentin naturalisé français († 18 avril 1971).
- 30 septembre : Michael Powell, réalisateur britannique († 19 février 1990).

## Octobre
- 1er octobre : Paul Seston, peintre français († 23 juin 1985).
- 2 octobre : Motiejus Šumauskas, communiste activiste lituanien et politicien soviétique († 28 mai 1982).
- 3 octobre : Edmundo Piaggio, footballeur argentin († 27 juillet 1975).
- 4 octobre : René Defossez, compositeur et chef d'orchestre belge († 20 mai 1988).
- 5 octobre :
  - Pierre Péron, illustrateur, graphiste, caricaturiste, peintre, graveur, décorateur, sculpteur, cinéaste et écrivain français († 27 mars 1988).
  - Bernard Van Rysselberghe, coureur cycliste belge († 25 septembre 1984).
- 6 octobre : Helen Wills joueuse de tennis américaine († 1er janvier 1998).
- 7 octobre : Andy Devine, acteur américain († 18 février 1977).
- 10 octobre : Maximilien Rubel, marxologue autrichien naturalisé français († 28 février 1996).
- 11 octobre : Jean-Marie Villot, cardinal français, secrétaire d'État († 9 mars 1979).Helen Wills, Médaille d'or en Tennis aux JO de Paris 1924

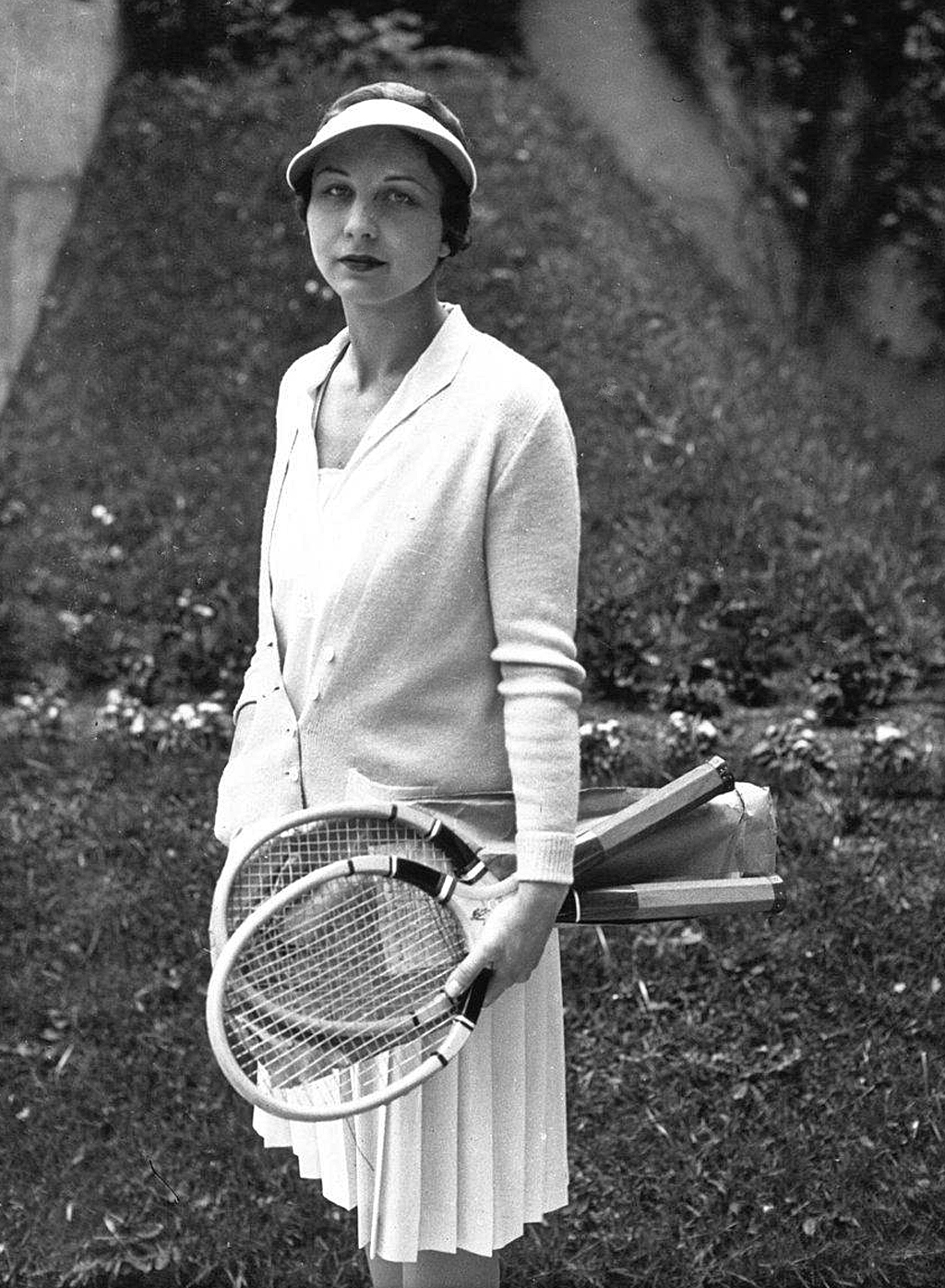
Helen Wills, Médaille d'or en Tennis aux JO de Paris 1924

- 13 octobre : Paul De Groote, homme politique belge († 23 février 1997).
- 16 octobre :  Jadwiga Szubartowicz, supercentenaire polonaise († 20 juillet 2017).
- 18 octobre : Félix Houphouët-Boigny, Président de la République de Côte d'Ivoire († 7 décembre 1993).
- 19 octobre : Jean Dries, peintre français († 26 février 1973).
- 20 octobre : Raoul Blanc, footballeur français († 2 juillet 1985).
- 22 octobre :
  - Maurice Geldhof : coureur cycliste belge († 26 avril 1970).
  - Karl Jansky : physicien et ingénieur radio américain († 14 février 1950).
  - Joseph Kosma : compositeur français d'origine hongroise († 7 août 1969).
- 23 octobre : Claude de Cambronne, avionneur français († 31 janvier 1993).
- 24 octobre : Basil Dignam, acteur britannique († 31 janvier 1979).
- 26 octobre : George Flahiff, cardinal canadien, archevêque de Winnipeg (Canada) († 22 août 1989).
- 27 octobre : Eugenio Gestri, coureur cycliste italien († 2 septembre 1944).
- 28 octobre :
  - Coghuf, peintre et sculpteur suisse († 13 février 1976).
  - Hugo Paul, homme politique allemand († 12 octobre 1962).

## Novembre
- 1er novembre : Paul-Émile Borduas, peintre québécois († 22 février 1960).
- 2 novembre : Georges Schehadé, poète et dramaturge libanais († 17 janvier 1989).
- 3 novembre : Mushy Callahan, boxeur et acteur américain († 14 juin 1986).
- 5 novembre : 

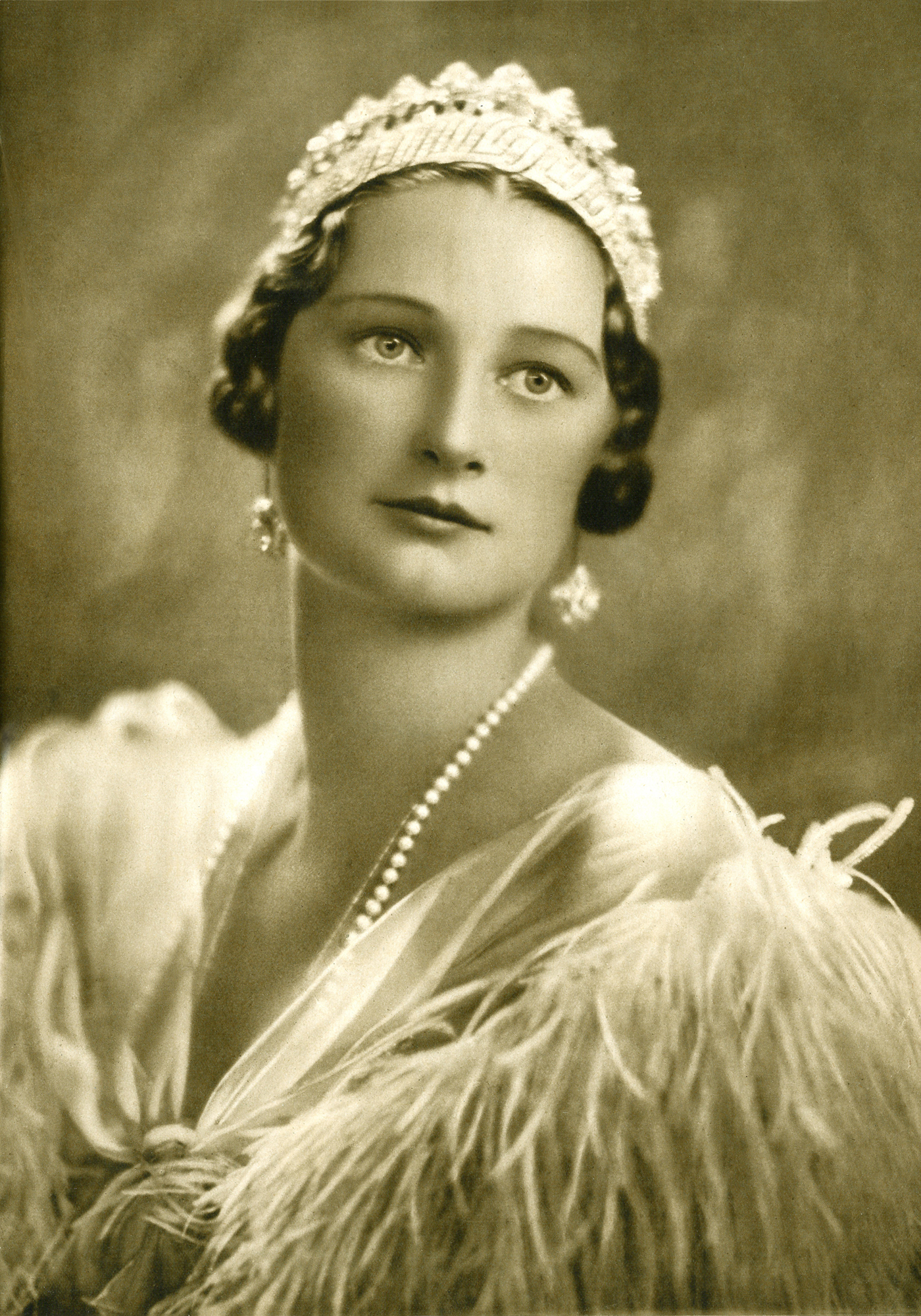
Astrid de Suède, reine des Belges

  - Astrid de Suède, reine des BelgesJoel McCrea, acteur canadien († 20 octobre 1990).
  - Louis Rosier, coureur automobile français († 29 octobre 1956).
- 7 novembre : Aurélio de Lira Tavares, général et Chef d'État brésilien († 18 novembre 1998).
- 9 novembre :
  - Roger Edens, compositeur, producteur, acteur et scénariste américain († 13 juillet 1970).
  - Pierre Magne, coureur cycliste français († 14 novembre 1980).
- 10 novembre : Enzo Benedetto, peintre et écrivain italien († 27 mai 1993).
- 17 novembre :
  - Astrid de Suède, quatrième reine des Belges († 29 août 1935).
  - Teru Shimada, acteur nippo-américain († 19 juin 1988).
- 20 novembre : Eveline Burchill, danseuse irlandaise († 18 janvier 1987).
- 26 novembre : Helba Huara, danseuse et peintre péruvienne († 7 janvier 1986).
- 27 novembre :
  - Afonso Arinos de Melo Franco, homme politique, historien, essayiste et critique littéraire brésilien († 27 août 1990).
  - Daniel Sternefeld, compositeur, professeur de musique et chef d'orchestre belge († 2 juin 1986).
- 29 novembre :
  - Chester Erskine, producteur, réalisateur et scénariste américain († 7 avril 1986).
  - Alexandre Vilalta, pianiste espagnol et mexicain († 24 mai 1984).

## Décembre
- 4 décembre : 
  - Jacob Macznik, peintre polonais († 10 mai 1945).
  - Ambrogio Morelli, coureur cycliste italien († 10 octobre 2000).
- 5 décembre :
  - Cheikh Abdullah, homme politique indien († 8 septembre 1982).
  - Otto Preminger, réalisateur américain (23 avril 1986).
- 7 décembre : Gerard Kuiper, astronome néerlandais († 23 décembre 1973).
- 8 décembre : Frank Faylen, acteur américain († 2 août 1985).
- 9 décembre : Dalton Trumbo, scénariste et réalisateur américain († 10 septembre 1976).
- 10 décembre : Renato Birolli, peintre et militant antifasciste italien († 3 mai 1959).
- 11 décembre : Gilbert Roland, acteur américain († 15 mai 1994).
- 12 décembre : Pierre Tal Coat, peintre, graveur et illustrateur français de l'École de Paris († 11 juin 1985).
- Howard Hughes, l'un des hommes les plus riches et plus puissants d'Amérique18 décembre : 

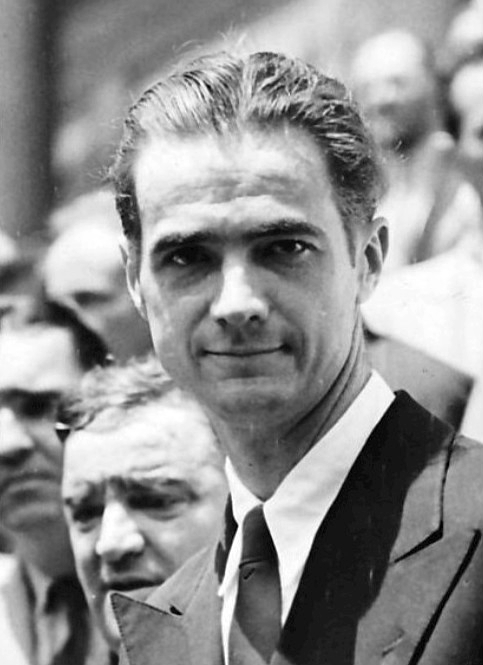
Howard Hughes, l'un des hommes les plus riches et plus puissants d'Amérique

  - Benita Kärt, espérantiste estonienne († 10 février 1993).
  - Mary Nolan, actrice américaine († 31 octobre 1948).
- 22 décembre :
  - Pierre Brasseur, acteur français († 14 août 1972).
  - Béatrice Clément, scénariste canadienne de bande dessinée († 19 mars 2001).
  - Pierre Levegh,  pilote automobile, français, connue pour être mort durant l'Accident des 24 Heures du Mans 1955 († 11 juin 1955).
- 24 décembre : Howard Hughes, réalisateur américain († 5 avril 1976).
- 26 décembre : Gabriel Couderc, peintre français († 25 septembre 1994).
- 27 décembre : Cliff Arquette, acteur, scénariste, pianiste et compositeur américain († 23 septembre 1974).
- 28 décembre : Georges Dezeuze, peintre français († 26 novembre 2004).
- 29 décembre : Udo Deeke, homme politique brésilien († 23 septembre 1985).
- 30 décembre : Louis Cler, footballeur français († décembre 1950).
- 31 décembre : Guy Mollet, homme politique français († 3 octobre 1975).

## Date précise inconnue
- Nour Ali Boroumand, maître de musique iranienne multi-instrumentiste († 20 janvier 1977).
- Yusuf Ali Chowdhury, homme politique bengali-pakistanais († 26 novembre 1971).
- K.B. Singh, homme politique fidjien († avril 1979).
- Manuel Solórzano, laïc chrétien, martyr, bienheureux († 12 mars 1977).
- Asma Tubi,  écrivaine, poétesse et journaliste palestinienne.